# مكاشفة القلوب المقرب إلى حضرة علام الغيوب
مكاشفة القلوب المقرب إلى حضرة علاّم الغيوب، هو كتاب يُنسب إلى الإمام أبو حامد الغزالي (ت. 505 هـ)، غير أنه منحول عليه.
والكتاب هو في باب التصوف السنّي، جاء محتوياً على 111 باباً منها: الخوف من الله تعالى، والصبر والمرض، وطاعة الله ومحبته ومحبة رسوله، وذكر إبليس وعذابه، وبيان النهي عن الظلم، وفضل التوكل، والنهي عن البدعة واتباع الهوى.
وقد ذهب الباحثون، ومنهم أسين پلاثيوس والبدوي إلى إنكار نسبته للغزالي، لأن الكتاب ينقل عن مؤلفين متأخرين عن الغزالي، كالقرطبي المتوفي 671 هـ.